# Il latte dei sogni
Il latte dei sogni  (Leche del sueño) è un libro di racconti per bambini della scrittrice e pittrice britannica Leonora Carrington, scritto negli anni cinquanta del Novecento e pubblicato postumo nel 2013, due anni dopo la sua morte, dall'editore messicano Fondo de Cultura Económica. 
A quest'opera si è ispirata la 59ª Esposizione Internazionale d'Arte della Biennale di Venezia, che ne ha mutuato il titolo, come metafora di "un mondo magico in cui la vita viene costantemente rivisitata attraverso il prisma dell'immaginazione, e dove ognuno può cambiare, essere trasformato, diventare qualcosa o qualcun altro".

## Storia editoriale
L'opera è nata come taccuino di storie, corredate da disegni, ad uso domestico e familiare, che l'autrice compose per i propri figli dopo il suo trasferimento in Messico. Cinque di questi racconti - El cuento feo de la manzanilla, El cuento negro de la mujer blanca, El cuento feo de las carnitas, El monstruo de Chihuahua, Juan sin cabeza - vennero pubblicati nel 1962 in alcuni numeri della rivista S.Nob diretta dallo scrittore messicano Salvador Elizondo, alla quale collaborarono molti artisti surrealisti esiliati in Messico, in una rubrica curata dalla stessa Carrington, intitolata Children's Corner.
La pittrice avrebbe poi regalato il suo taccuino all'amico Alejandro Jodorowsky, in partenza per Parigi, il quale, dopo averlo conservato per anni, alla morte di Leonora nel 2011, lo avrebbe consegnato al figlio Gabriel, che avrebbe deciso di mandarlo in stampa.
La prima edizione integrale comparve a Città del Messico nel 2013 in due formatiː riproduzione fedele dell'originale, arricchita da un prologo di Ignacio Padilla, da una testimonianza del figlio della scrittrice, Gabriel Weisz, e da un epilogo di Alejandro Jodorowsky che ricostruiva la storia del manoscritto; adattamento dell'opera, destinata ad un pubblico infantile, senza prologo ed epilogo e corretta dagli errori grammaticali presenti nell'originale, dovuti alla scarsa padronanza dello spagnolo scritto da parte dell'autrice.
Nel 2017 il libro venne tradotto in inglese da New York Review Books con il titolo di The milk of dreams; l'anno successivo la versione per bambini uscì in traduzione italiana (dell'edizione inglese) per i tipi di Adelphi. Sempre lo stesso anno vide la luce anche l'edizione francese con il titolo Le lait des rêves.

## Genesi dei racconti
Fin da piccola Leonora Carrington era affascinata dalle storie, dalle leggende celtiche e dai miti che le venivano raccontati dalla madre, dalla nonna e dalla governante irlandese, alimentati dalle letture di autori come Beatrix Potter, Lewis Carroll e Jonathan Swift. Più tardi, le sue esperienze con l'occultismo, l'alchimia, l'esoterismo e l'incontro con l'ambiente surrealista, avrebbero ulteriormente sviluppato e approfondito la sua esigenza espressiva di creare storie, racconti, dipinti, disegni e il suo rapporto con il fantastico. Un patrimonio ulteriore di immagini e simboli le sarebbe giunto dal contatto con la cultura messicana e maya, una volta trasferitasi in quel paese, agli inizi degli anni quaranta.
Una delle stanze della casa in cui viveva, a Città del Messico, era tappezzata di suoi disegni e illustrazioni stravaganti che suscitavano molta paura nei suoi due figli. Per tranquillizzarli e intrattenerli, ossia nutrirli e farli dormire (da cui il titolo Latte dei sogni), Leonora Carrington cominciò ad inventare delle storie fantastiche, riportate in un quaderno nella forma di appunti liberi, figure, schizzi e racconti scritti non nella sua lingua madre, ma in quella parlata dai suoi bambini.

## Contenuti e stile
I racconti riportati nei taccuini sono intrisi di umorismo, a volte macabro, e mescolano storie orribili e comiche, fantasiose e raccapriccianti, animali e personaggi fantastici, ibridi o mostruosi, esseri magici, dalle sembianze divertenti ma anche spettrali. In Giovanni senza testa, protagonista è un bambino che al posto delle orecchie ha due ali che conducono la sua testa in volo fuori dalla finestra; la madre, dopo averla catturata, la rimette al suo posto, fissata con la gomma da masticare, ma capovolta. In La storia nera della donna bianca, una donna si veste di nero e piange lacrime azzurre e verdi come pappagallini e suona un flauto, i cui accordi sembrano disporsi verticalmente in una frase in cui ogni parola occupa una riga, alla maniera di un calligramma. Altre storie hanno per protagonisti uno scheletro "felice come un pazzo a cui è stata tolta la camicia di forza", libero perché può girare senza carne; conigli carnivori nutriti da una strana coppia; topi esperti in chirurgia umana; pezzi di carne putrefatta offerti ai bambini da una vecchia malvagia che li punirà con lo squartamento in caso di rifiuto; avvoltoi che cadono nella gelatina e vengono scambiati per frutti. 
Nei racconti non vi è alcuna forma di morale, l'intento non è quello di educare; niente è come sembra e tutto potrebbe risultare diverso dal previsto, non vi è nulla di definitivo, o di certo. Ogni storia, per associazione, può generare altre storie, in una catena infinita.
Riferimenti di questi racconti sono stati individuati nelle fiabe dei fratelli Grimm o di Hans Christian Andersen, ne Il piccolo principe di Saint-Exupéry pubblicato nel 1943 e tradotto per la prima volta in spagnolo a Buenos Aires nel 1951, e nell'Alice di Lewis Carroll.
Alcune di queste storie, come ad esempio Giovanni senza testa, sono state poste in relazione ad esperienze vissute dall'autrice, come il suo internamento nell'ospedale psichiatrico di Santander, descritto nel suo libro Giù in fondo, dove venne sottoposta a un trattamento a base di Cardiozol, un pericoloso medicinale, poi bandito, in grado di provocare spasmi convulsivi simili all'elettroshock.